# Oggaz
Oggaz (în arabă عقاز) este o comună din provincia Mascara, Algeria.
Populația comunei este de 11.140 de locuitori (2008).